# Saliunca aitcha
Saliunca aitcha es una especie de mariposa de la familia Zygaenidae.
Fue descrita científicamente por Ambille en 1892.